# Naissance en 992
Naissance
- 988
- 989
- 990
- 991
- 992
- 993
- 994
- 995
- 996

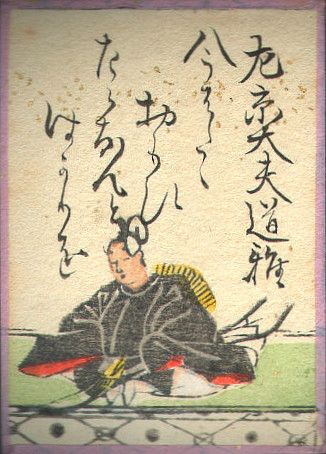
Fujiwara no Michimasa né en 992.

Cette page dresse une liste de personnalités nées au cours de l'année 992  :

## En Europe
- Guido d'Arezzo, moine bénédictin italien († après 1033).
- Ibn Shuhayd, poète andalou.

## En Asie
- 1er août : Hyeonjong, 8e roi de Goryeo.
- Drokmi Sakya Yéshé, lettré bouddhiste tibétain.
- Fujiwara no Michimasa, noble de cour (kugyō) et poète japonais du milieu de l'époque de Heian.
- Fujiwara no Yorimichi, régent kampaku, il est l'un des régents Fujiwara et le fondateur de la salle du phénix du Byodoin de Uji.

## Crédit d'auteurs
- Cet article est partiellement ou en totalité issu de l'article intitulé « 992 » (voir la liste des auteurs).